# Lac Hoan Kiem
Le lac Hoan Kiem (en vietnamien : Hồ Hoàn Kiếm) ou lac de l'Épée restituée (Hồ Gươm) est un lac situé à Hanoï la capitale du Viêt Nam. 
Le lac a donné son nom au district de Hoan Kiem qui l'environne.

## La légende de l'épée
Selon la légende, Lê Lợi, Lê Thái Tổ de son nom de règne, est un empereur du Annam (1428–1433), fondateur de la dynastie des Lê postérieurs (1428–1524) et héros national vietnamien.
Lê Lợi, au début de sa lutte contre les Chinois, aurait reçu d'un pêcheur une épée repêchée dans le lac. Dix ans plus tard, après avoir réussi à chasser les Chinois, et traversant ce même lac, il est abordé par la tortue, qui lui réclame l'épée au nom du Roi-Dragon, ancêtre mythique du peuple viêt. Lê Lợi comprend alors que l'épée était un mandat du Ciel pour chasser les Chinois du pays.

Le lac de la légende est le Hồ Hoàn Kiếm, le « lac de l'épée restituée », situé à Hanoï. Les souverains de la dynastie des Lê ont continuellement embelli ses abords.

## Tortues sacrées
Au milieu du lac se trouve l'îlot de la Tortue avec un stûpa de forme carrée qui rend hommage à l'animal sacré, la tortue, associée à la légende de l'épée. Des tortues à carapace molle sont observées dans le lac depuis le XVe siècle. Au début du XXIe siècle, seule une tortue vivait encore dans le lac, âgée de plus de 100 ans, elle appartenait probablement à l'espèce Rafetus Swinhoei. Sa dernière congénère étant morte dans les années 1970 après s'être prise dans les filets d'un pêcheur, elle est aujourd'hui empaillée et conservée au Temple de Ngoc Son, à Hanoi. Selon le professeur Hà Dinh Duc, qui étudie le spécimen depuis les années 1990, la tortue du lac aurait été le dernier représentant de l’espèce Rafetus Leloii et aurait été vieille de plus de 700 ans, mais cette théorie est très controversée et contribue surtout à alimenter le mythe de la tortue. Vers 2010, l'animal était blessé notamment en raison de débris trainant dans le fond du lac, des hameçons des pêcheurs, mais aussi de l'arrivée de tortues de Floride dans le lac, c'est pourquoi en mai 2014 une équipe de scientifiques a capturé la créature pour soigner ses blessures, mais aussi l'étudier davantage et ainsi en connaître davantage sur elle.
Si l'on s'en tient à la théorie la plus répandue, qui veut que le spécimen appartienne à l'espèce Rafetus Swinhoei, cela faisait de lui le quatrième membre connu de l'espèce encore vivant dans le monde. Deux spécimens, un mâle et une femelle, sont conservés dans un zoo chinois et un troisième a été découvert en 2008 dans un lac au nord du Vietnam, mais sa localisation exacte a été gardée secrète afin de le protéger, c'est le seul spécimen connu à ce jour qui vit encore à l'état sauvage. Aujourd'hui l'avenir de l'espèce est plus qu'incertain, l'espèce étant l'une des plus menacées au monde; des scientifiques ont bien essayé de faire s'accoupler les deux spécimens en captivité en Chine mais en vain.
Chaque apparition de la tortue attirait des foules de spectateurs, en effet elles étaient considérées comme synonyme de bonnes nouvelles, en lien avec les grands événements de la vie de Hanoï. Mais certains ont relevé la multiplication du nombre d'apparitions et commencèrent à s'en inquiéter. En 2007 la tortue est apparue officiellement 72 fois, mais en 2010 ce nombre avait presque doublé. Les raisons de ces remontées de plus en plus nombreuses restent encore inconnues, mais certains accusent la baisse du niveau de l'eau ou l'augmentation de la pollution dans le lac qui a entraîné une raréfaction de l'oxygène.
La tortue a été retrouvée morte le 19 janvier 2016, sur une des rives du lac. L'annonce a aussitôt été relayée et commentée sur les réseaux sociaux, provoquant un profond désarroi parmi la population de Hanoi, certains considérant qu'il s'agit là d'un mauvais présage.

## Galerie

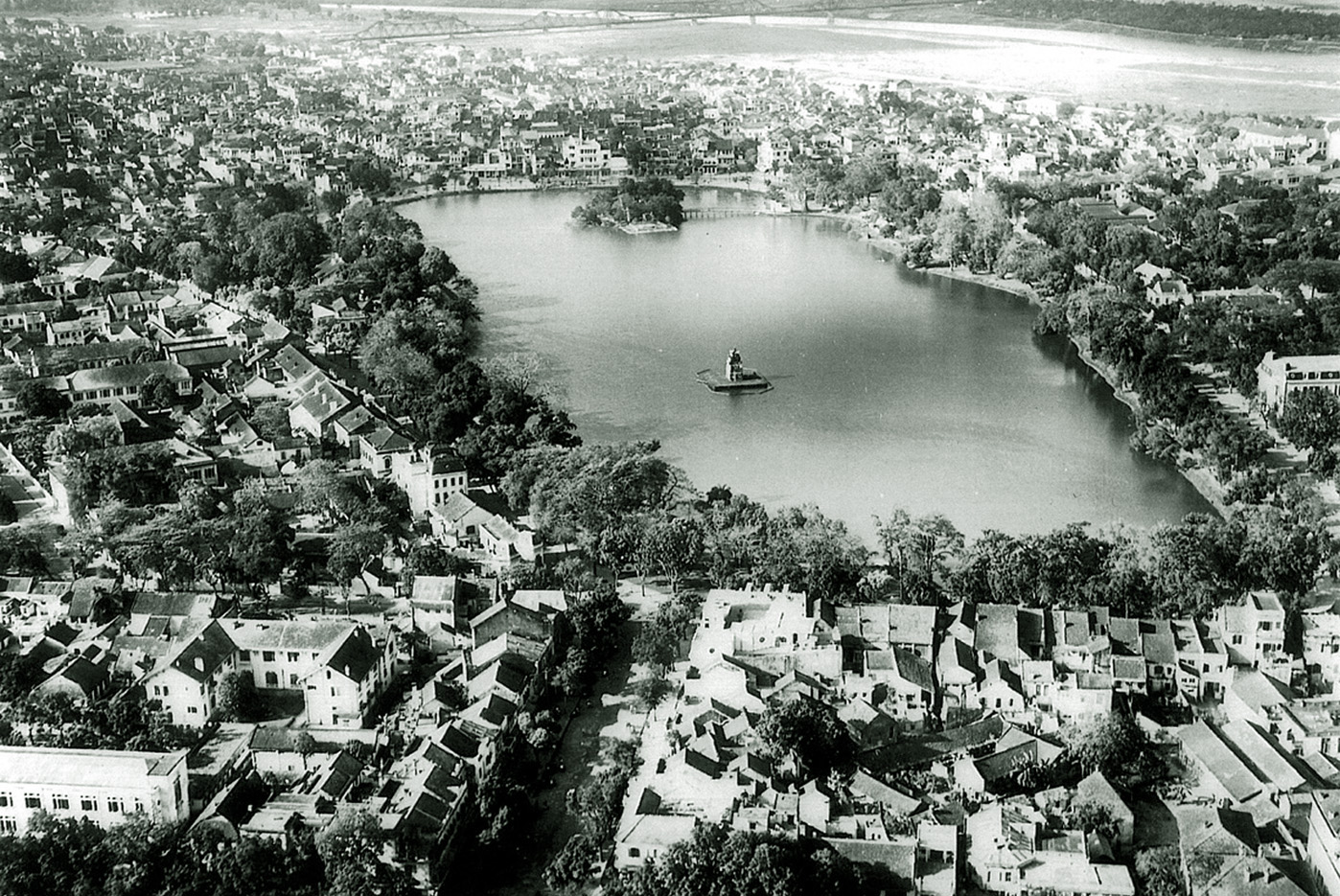
Le lac Hoan Kiem dans les années 1930.
Pont du Soleil levant
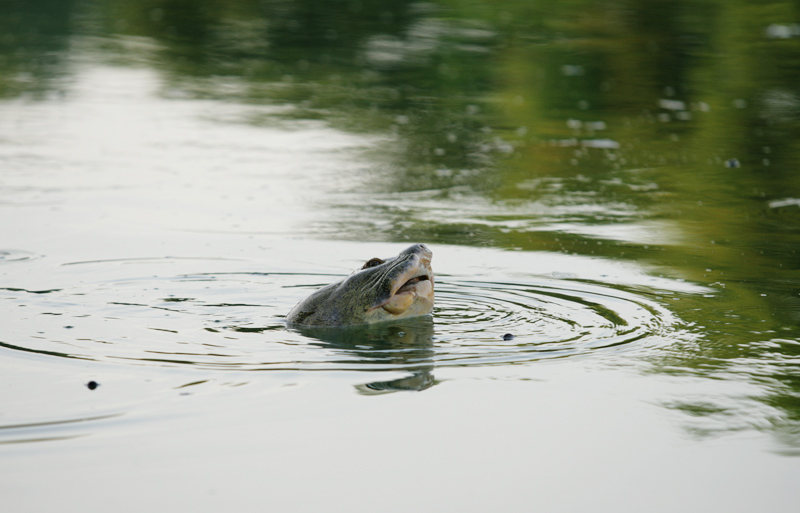
La tortue du lac.

## Bombardier B 52
Un bombardier américain repose au fond du lac.
Les pêcheurs racontent que, c'est depuis ce temps, qu'il n'y a plus d'oiseaux migrateurs qui colonisent ce lac. 
Le gouvernement américain à plusieurs fois en vain demandé de pouvoir y récupérer les corps et l'épave.
Il semblerait qu'une partie en a été extraite.